# Lijst van Tweede Kamerleden voor de PPR
Een overzicht van alle voormalige Tweede Kamerleden voor de Politieke Partij Radikalen (PPR).
| Tweede Kamerlid               | Foto              | Begindatum        | Einddatum         |
| ----------------------------- | ----------------- | ----------------- | ----------------- |
| Jacques Aarden                |                   | 11 mei 1971       | 6 december 1972   |
| Ria Beckers-de Bruijn         |                   | 8 juni 1977       | 13 september 1989 |
| Dolf Coppes                   |                   | 7 december 1972   | 7 juni 1977       |
| Stef Dijkman                  |                   | 18 april 1985     | 2 juni 1986       |
| Bas de Gaay Fortman           |                   | 25 mei 1971       | 7 juni 1977       |
| Pier van Gorkum               |                   | 7 december 1972   | 15 september 1975 |
| Dilia van der Heem-Wagemakers |                   | 28 mei 1973       | 7 juni 1977       |
| Michel van Hulten             |                   | 7 december 1972   | 10 mei 1973       |
| Michel van Hulten             | 8 juni 1977       | 7 september 1977  |                   |
| Leo Jansen                    |                   | 7 december 1972   | 9 juni 1981       |
| Erik Jurgens                  |                   | 7 december 1972   | 22 september 1975 |
| Kees van Kuijen               |                   | 23 september 1975 | 7 juni 1977       |
| Peter Lankhorst               |                   | 10 juni 1981      | 13 september 1989 |
| Henk Waltmans                 |                   | 7 december 1972   | 7 juni 1977       |
| Henk Waltmans                 | 15 september 1977 | 15 september 1982 |                   |
| Michel van Winkel             |                   | 16 september 1975 | 7 juni 1977       |